# Giro dell'Emilia 1958
Il Giro dell'Emilia 1958, quarantaduesima edizione della corsa, si svolse il 4 ottobre 1958 su un percorso di 225 km. La vittoria fu appannaggio dell'italiano Diego Ronchini, che completò il percorso in 5h50'00", precedendo i connazionali Noè Conti e Vito Favero.
I corridori che tagliarono il traguardo di Bologna furono 31.

## Ordine d'arrivo (Top 10)
| Pos. | Corridore          | Squadra           | Tempo    |
| ---- | ------------------ | ----------------- | -------- |
| 1    | Diego Ronchini     | Bianchi-Pirelli   | 5h50'00" |
| 2    | Noè Conti          | Bianchi-Pirelli   | s.t.     |
| 3    | Vito Favero        | Atala-Pirelli     | a 1'35"  |
| 4    | Giorgio Albani     | Legnano           | s.t.     |
| 5    | Armando Pellegrini | Faema-Guerra      | s.t.     |
| 6    | Bruno Monti        | Mondia            | s.t.     |
| 7    | Cleto Maule        | Torpado           | s.t.     |
| 8    | Alessandro Fantini | Atala-Pirelli     | s.t.     |
| 9    | Germano Barale     | Bianchi-Pirelli   | s.t.     |
| 10   | Joseph Vloeberghs  | Libertas-Dr. Mann | s.t.     |